# René Calderón
René Calderón es un director de Orquesta, productor musical, compositor, arreglador y pianista.Es Vicepresidente de la Sociedad Chilena de Autores e Intérpretes Musicales (SCD) y miembro del Consejo de Fomento de la Música Nacional (CFMN).

## Carrera
Realizó sus estudios en la carrera de Licenciatura en Interpretación Superior, Mención Percusión en la Facultad de Artes de la Universidad de Chile, en donde se tituló con máxima distinción en 1989. Como percusionista, formó parte del grupo Rythmus (1984 a 1990), con el cual participó en diversos conciertos como solista en Frutillar, Perú y Bolivia.
Su experiencia en orquestas se inició en 1985, cuando actuó como solista junto a la Orquesta Sinfónica, interpretando el Concierto para Percusión y Orquesta de Gustavo Becerra-Schmidt. Además, tuvo importante participación en la Orquesta Sinfónica Juvenil (1986 a 1988), la Orquesta Sinfónica de Chile (1987 a 1992), Orquesta Filarmónica de Chile (1988 a 1992), Orquesta Sinfónica de Temuco (1988) y la Orquesta de la Usach (1990).
Además, tuvo participación en los Talleres de Música Contemporánea realizados por el Ensamble Modern de Alemania (1985), y en los cursos de Percusión Moderna dirigidos por el profesor norteamericano George Gaber (1986). Como compositor de música de cámara, René Calderón participó como percusionista en Illimani (Percusión) y Novotango (Percusión)
Gracias a su vasta experiencia en festivales, ha sido jurado en numerosos certámenes nacionales e internacionales como el Festival de Viña del Mar (Preseleccionador en categoría nacional e internacional en 1997 y 1998 y oficial en 1998), Festival de Las Condes (1996 y 1997), Festival de María Pinto (1999-2000), Concurso 40 Principales (2003), jurado de los Premios Altazor (2000 a 2009), jurado del Fomento Nacional de la Música (2007), American Idol Chile (2007), Final Mekano Academia (2007), Miembro de la Academia Grammy Latino (2004 a 2009), Festival Folclórico de Maipú (2008), Presidente del Jurado La Muralla Infernal de TVN (2009) y Jurado del Festival de Cine de Viña del Mar (2010).

## Director de Orquesta en Festivales
René Calderón tiene un amplio curriculum como director de orquesta y músico en festivales:
- Músico de Orquesta en la Preselección del Festival de Viña del Mar en 1991.
- Músico de Orquesta en la Competencia del Festival de Viña del Mar en 1991.
- Director de Orquesta en la Preselección del Festival de Viña del Mar en 1992, 1993, 1994, 1995, 1996, 1999, 2000, 2001, 2003, 2005, 2006, 2007
- Director de Orquesta en la Competencia del Festival de Viña del Mar en 1992, 1993, 1994, 1995, 1996, 1997, 2002, 2004, 2008
- Director de Orquesta en la Competencia Nacional del Festival OTI de la Canción en 1991, 1992, 1993, 1994, 1995, 1996, 1997
- Director de Orquesta en la Competencia del Festival OTI de la Canción de México en 1991.
- Director de Orquesta en la Competencia del Festival OTI de la Canción de Perú en 1997.
- Director de Orquesta en la Competencia del Festival de Ancón - Perú en 1992.
- Director de Orquesta en la Competencia del Festival Estadio Palestino en 1992, 1993
- Director de Orquesta en la Competencia del Festival de Boleros Lucho Gatica en 1996.
- Director de Orquesta en la Competencia del Festival de Arica en 1998, 1999.
- Director de Orquesta en la Competencia del Festival de Egipto en 1999, 2000, 2002, 2003
- Director de Orquesta en la Competencia del Festival de Angol en 2000.
- Compositor en la Competencia del Festival de Peñaflor en 2001.
- Director de Orquesta en la Competencia del Festival de Cauquenes en 2003.
- Director de Orquesta en la Competencia del Festival de la Patagonia en 2003.
- Director de Orquesta en la Competencia del Festival de La Serena en 2005.
- Director Musical General del Festival de La Serena en 2007.

## Productor Musical de Televisión
Ha sido Productor Musical, Arreglador, Compositor y Director Musical en distintos programas de la televisión chilena como:	
- Fiebre de Viña
- Premios Altazor
- Fiebre de Baile
- Pelotón
- 24 Horas Satelital
- Festival de La Serena[5]
- Rojo Vip – Rojo, el valor del talento
- La Tele o yo (TVN)
- Cada loco con su tema (TVN)
- Calle 7
- Hijos del monte
- Loca piel
- Iorana
- Romané
- Algo está cambiando
- El Tiempo en Megavisión
- Nintendomanía
- La Cultura Entretenida TVN
- Sal y Pimienta (Mega)
- Miss 17
- Miss Verano
- Miss Chile

## Productor Musical y Arreglador Discográfico
También ha estado a cargo de los trabajos discográficos de artistas chilenos y extranjeros como Douglas - Luis Jara - José Alfredo Fuentes - Axe Bahía –Diana María- Laura Serrano - Los Huasos Quincheros – Betsaida - Cristóbal - Irene Llano - Ginette Acevedo - Willy Bascuñán - Rodolfo Navech - Tito Fernández - Carlos Vázquez - Carmen Barros - Sonia La Unica - Christell - Arturo Gatica - Gloria Simonetti - Eduardo Fuentes - Claudio Guzmán - Clarita Parra - Tío Lalo Parra - Delisse - Diana María - Edson Guerrero - Ema Guzmán - Gloria Benavides - Rachel - Beatriz Allegret - Cindy Anne - Daniela Castillo - Claudio Escobar - Larry Wilson - Luisín Landáez - Lucho Muñoz - Leandro Martínez - María José Quintanilla - Juan Diego - Dionisio - Jason - Yoby - Mystiza - Euge - Profesor Salomón y Tutututu - Carolina Soto - Andrés Carmona.

## Vida Académica
Como docente, inició su carrera en la Academia Particular, en donde permaneció desde 1990 a 2000. Al mismo tiempo, entre 1995 y 1997, dictó un curso de Perfeccionamiento en Metodología con la profesora Elena Corvalán.
Desde 1998 hasta 2000, fue profesor de percusión y Director del Coro Alto Vuelo en la Banda de la Fuerza Aérea de Chile. En 2005 se unió al cuerpo docente de la Escuela de Música y Sonido de la UNIACC, en donde dicta la cátedra de Arreglos Orquestales, Producción Musical, Formas y Estilos y Práctica Orquestal, labor que desempeña en la actualidad. 	

## Premios
- Primer Lugar en el Festival de Ancón (Perú), como Director de Orquesta y Arreglador (1992).
- Primer Lugar en el Festival de Palestina como Director de Orquesta y Arreglador (1993).
- Segundo Lugar en el Festival de Viña como Director de Orquesta, Arreglador y Productor (1994).
- Primer Lugar en el Festival de Viña como Compositor, Director de Orquesta, Arreglador y Productor (1995).
- Primer Lugar en el Festival de Viña como Director de Orquesta, Arreglador y Productor (1996).
- Primer Lugar en el Festival de Viña como Director de Orquesta, Arreglador y Productor (1997).
- Premiado por la SCD como el Músico Destacado (1999).
- Primer Lugar en el Festival de El Cairo (Egipto) como Director de Orquesta, Arreglador y Productor (2000).
- Cuarto Lugar en el Festival de El Cairo (Egipto) como Director de Orquesta, Arreglador y Productor (2000).
- Premio al mejor Arreglo en el Festival de El Cairo (Egipto) (2000).
- Primer Lugar en el Festival de El Cairo (Egipto) como Director de Orquesta y Productor (2002).
- Tercer Lugar en el Festival de El Cairo (Egipto) como Director de Orquesta, Arreglador y Productor (2002).
- Tercer Lugar en el Festival de la Patagonia de Punta Arenas como Compositor, Arreglador y Productor (2003).
- Primer Lugar en el Festival de El Cairo (Egipto) como Director de Orquesta, Arreglador y Productor (2003).
- Premio al mejor Arreglo en el Festival de El Cairo - Egipto (2003).
- Primer Lugar en el Festival de La Serena como Director de Orquesta, Arreglador y Productor (2005).
- Premio Altazor categoría "Ejecución Musical" (2012).